# Intent de cop d'estat a Jordània de 2021
L'intent de cop d'estat a Jordània de 2021 fa referència el motiu oficial de les autoritats jordanes de les detencions del 3 d'abril de 2021 a 19 persones, entre elles el príncep Hamzah, que va ser sotmès sota arrest domiciliari. Les detencions van incloure també al cap de gabinet del príncep i a altres figures relacionades amb ell, a més d'un membre de la família reial, Sharif Hassan bin Zaid, i a Bassem Awadallah, excap de la Cort Real Haiximita i exenviat de Jordània a l'Aràbia Saudita. Se'ls acusa de «col·laboració amb potències estrangeres en una conspiració per desestabilitzar el país».